# Accolade
Accolade era un'azienda statunitense sviluppatrice ed editrice di videogiochi attiva tra gli anni ottanta e gli anni novanta.

## Storia
La società venne fondata nel 1985 da Alan Miller e Bob Whitehead. Miller e Whitehead prima di fondare la Accolade avevano fondato l'Activision, dalla quale erano fuoriusciti.
I primi prodotti dell'azienda, nello stesso anno, furono l'avventura western Law of the West e il simulatore di baseball Hardball!, già due titoli ben riusciti.
La sua popolarità crebbe nel 1987 con il fortunato simulatore di guida Test Drive, sviluppato dalla canadese Distinctive Software e pubblicato da Accolade.
Altri importanti successi, sempre nell'ambito dei giochi di guida, furono Grand Prix Circuit (1988) e Cycles (1989).
Altri importanti titoli di simulazione furono Jack Nicklaus Golf (golf), Steel Thunder (carri armati), Blue Angels: Formation Flight Simulation (volo).
Non mancarono produzioni di altri generi come l'avventura e la strategia, tra cui la serie di Star Control.
Nel 1999 dopo anni travagliati la società è stata acquisita da Infogrames che ha trasferito i beni e le proprietà intellettuali nella sussidiaria Atari.

## Videogiochi
Elenco approssimativo dei videogiochi di cui Accolade è stata editrice.
- 4th & Inches 1987
- 4th & Inches Team Construction Disk 1988
- Accolade Comics  1987
- Accolade In Action  1990
- Ace of Aces 1986
- Altered Destiny 1990
- Apollo 18: Mission to the Moon 1987
- Ballz 1994
- Bar Games 1989
- Barkley Shut Up and Jam! 1994
- Battle Isle 2 (PC) 1993
- Big Air (PlayStation) 1998
- Blue Angels: Formation Flight Simulation 1989
- Brett Hull Hockey 95 1994
- Bubble Ghost 1987
- Bubsy 2 1994
- Bubsy 3D: Furbitten Planet 1996
- Bubsy in Claws Encounters of the Furred Kind 1993
- Bubsy in Fractured Furry Tales 1994
- The Cardinal of the Kremlin 1990
- Card Sharks 1988
- Centipede (Game Boy) 1992
- Combat Cars (Mega Drive) 1994
- Cyclemania (PC) 1994
- The Cycles: International Grand Prix Racing 1989
- The Dam Busters 1984
- Day of the Viper 1989
- Deadlock: Planetary Conquest (PC) 1996
- Deadlock II: Shrine Wars (PC) 1998
- Don't Go Alone 1989
- Double Dragon 1988
- Elvira: Mistress of the Dark 1990
- Elvira II: The Jaws of Cerberus 1991
- Eradicator (PC) 1996
- Fast Break 1988
- Fight Night 1985
- The Game of Harmony 1990
- The Games: Summer Challenge 1991
- The Games: Winter Challenge 1992
- Grand Prix Circuit 1988
- Grand Prix Unlimited 1992
- Gunboat 1990
- Hardball! 1985
- HardBall II 1989
- HardBall III 1992
- HardBall 4 1994
- HardBall 5 1995
- HardBall 6 1998
- HardBall 6 - 2000 Edition 1999
- Hoverforce 1990
- Ishido: The Way of Stones 1990
- Jack Nicklaus 4 1997
- Jack Nicklaus 5 1998
- Jack Nicklaus Golf & Course Design: Signature Edition 1992
- Jack Nicklaus' Greatest 18 Holes of Major Championship Golf 1988
- Jack Nicklaus' Unlimited Golf & Course Design 1990
- Killed Until Dead 1986
- Law of the West 1985
- Les Manley in: Lost in L.A. 1992
- Les Manley in: Search for the King 1990
- Live Action Football 1991
- Mean 18 1986
- Mike Ditka Ultimate Football 1991
- Mini-Putt 1987
- Missile Command (Game Boy) 1992
- Pelé 1993
- Pelé II: World Tournament Soccer 1994
- Pinball Wizard (DOS) 1987
- Pitball 1996
- PO'ed 1995
- Power at Sea 1987
- Powerboat USA: Offshore Superboat Racing 1990
- Psi-5 Trading Company 1986
- Rack 'Em 1988
- Redline 1999
- Road & Car 1991
- Serve & Volley 1988
- Slave Zero (PC) 1999
- Snoopy's Game Club 1992
- Speed Racer
- Speed Racer in The Challenge of Racer X
- Star Control 1990
- Star Control 2 1992
- Star Control 1 & 2 CD Compendium
- Star Control 3 1996
- Star Control Collection
- Steel Thunder 1988
- Stratego 1990
- Strike Aces 1989
- SunDog: Frozen Legacy 1984
- Super Bubsy 1995
- Test Drive 1987
- The Duel: Test Drive II 1989
- Test Drive III: The Passion 1990
- Test Drive 4 (PlayStation, PC) 1997
- Test Drive 5 (PlayStation, PC) 1998
- Test Drive: Off-Road 1997
- Test Drive: Off-Road 2 1998
- The Third Courier 1989
- TKO 1988
- The Train: Escape to Normandy 1988
- Turrican (console USA) 1991
- Universal Soldier 1992
- Unnecessary Roughness 1993
- Unnecessary Roughness '95 (PC, Mega Drive) 1994
- Unnecessary Roughness '96 (PC) 1995
- Waxworks (Amiga, DOS) 1992
- WarpSpeed (Mega Drive) 1993
- Zero Tolerance (Mega Drive) 1994
- Zyconix 1992

## Avantage Software
Avantage Software era un'etichetta di giochi a basso costo appartenente alla Accolade, che pubblicò alcuni titoli per computer, originali o riedizioni, nella seconda metà degli anni '80. Spesso sono le edizioni americane di giochi europei.
- Deceptor
- Desert Fox
- Frightmare
- Jet-Boys
- Harrier 7
- Mental Blocks
- Plasmatron
- Power
- Project: Space Station
- Shoot'Em-Up Construction Kit
- Spy vs. Spy: Volumes I & II